# Jelcz T120M
Jelcz T120M — туристический автобус, выпускавшийся польским производителем Jelcz в 1993—2004 годах. 

## Описание
Автобус Jelcz T120M оснащался дизельным двигателем внутреннего сгорания компании MAN. Передняя ось автобуса — Jelcz NZ6A2, задняя ось автобуса — MT 1032A.